# Championnat du Chili de football
Le championnat du Chili de football (Primera División del Fútbol Profesional Chileno) est une compétition annuelle de football disputée entre des clubs chiliens.
La première division chilienne (officiellement « Campeonato Nacional Scotiabank de Primera División de Fútbol Profesional de la Asociación Nacional de Fútbol Profesional ») est le premier niveau du football professionnel chilien. Le championnat est organisé par l'ANFP (es) (« Asociación Nacional de Fútbol Profesional »), émanation de la «Federación de Fútbol de Chile ». Actuellement[Quand ?], il est disputé par 16 clubs, et fonctionne avec un système de montée-descente avec l'échelon immédiatement inférieur, la « Primera B».
Il fut fondé le 31 mai 1933, par des clubs dissidents de l' « Asociación de Football de Santiago » (Association de football de Santiago). Depuis lors, le championnat s'est disputé sous différentes formes et a été régi par différentes organisations. Depuis 2002, se disputent deux championnats par an, utilisant un système similaire au championnat mexicain avec une saison régulière et des play-offs finaux. Colo-Colo est le club le plus titré, il a obtenu son 33e trophée en remportant le championnat 2022. 
Un total de 50 clubs ont disputé au moins une saison en première division, et 14 ont obtenu au moins un titre. Cependant, Colo-Colo est le seul club à avoir disputé les 78 saisons disputées à ce jour. Lors des saisons 2006 et 2007, ce club a réalisé un exploit inégalé dans le championnat chilien, en remportant quatre titres d'affilée. De 2006 à 2009, il a remporté six des huit championnats disputés. 
En 2010, Les tournois d'ouverture et de clôture furent fusionnés pour permettre à l'équipe nationale de se préparer pour la coupe du monde. C'est l'Universidad Católica qui remporte ce championnat 2010 puis le championnat 2018, qui marque un changement d'organisation avec un championnat unique sur une année civile.

## Histoire
Le championnat a vu le jour en 1933.
En 1997 et depuis 2002, deux championnat ont lieu chaque année : le championnat d'ouverture et le championnat de clôture.

## Formule du Championnat
Pour 2009, les instances fédérales ont approuvé la poursuite des « tournois courts », sur un modèle similaire au championnat mexicain.
Un tournoi d'ouverture (lors du premier semestre) et un tournoi de clôture (second semestre) sont disputés.
À chaque tournoi, les 18 clubs se rencontrent lors de 17 journées. Les huit meilleures équipes au classement s'affrontent ensuite dans un système de play-offs : par matchs aller-retour, les équipes s'affrontent en élimination directe des quarts de finale jusqu'à la finale.
Le vainqueur de la finale est couronné Campeón Nacional de fútbol de Chile (champion national)
et s'adjuge la Copa BancoEstado.
À partir de 2018, le championnat se dispute avec 16 équipes avec matchs aller et retour dans l'année civile, le vainqueur de ce championnat est sacré champion du Chili.

## Palmarès
| Année   | Champion                  |
| 1933    | Deportes Magallanes (1)   |
| 1934    | Deportes Magallanes (2)   |
| 1935    | Deportes Magallanes (3)   |
| 1936    | Audax Italiano (1)        |
| 1937    | Colo-Colo (1)             |
| 1938    | Deportes Magallanes (4)   |
| 1939    | Colo-Colo (2)             |
| 1940    | Universidad de Chile (1)  |
| 1941    | Colo-Colo (3)             |
| 1942    | CD Santiago Morning       |
| 1943    | Union Española (1)        |
| 1944    | Colo-Colo (4)             |
| 1945    | Green Cross (1)           |
| 1946    | Audax Italiano (2)        |
| 1947    | Colo-Colo (5)             |
| 1948    | Audax Italiano (3)        |
| 1949    | Universidad Católica (1)  |
| 1950    | Everton (1)               |
| 1951    | Union Española (2)        |
| 1952    | Everton (2)               |
| 1953    | Colo-Colo (6)             |
| 1954    | Universidad Católica (2)  |
| 1955    | Palestino (1)             |
| 1956    | Colo-Colo (7)             |
| 1957    | Audax Italiano (4)        |
| 1958    | CD Santiago Wanderers (1) |
| 1959    | Universidad de Chile (2)  |
| 1960    | Colo-Colo (8)             |
| 1961    | Universidad Católica (3)  |
| 1962    | Universidad de Chile (3)  |
| 1963    | Colo-Colo (9)             |
| 1964    | Universidad de Chile (4)  |
| 1965    | Universidad de Chile (5)  |
| 1966    | Universidad Católica (4)  |
| 1967    | Universidad de Chile (6)  |
| 1968    | CD Santiago Wanderers (2) |
| 1969    | Universidad de Chile (7)  |
| 1970    | Colo-Colo (10)            |
| 1971    | Unión San Felipe (1)      |
| 1972    | Colo-Colo (11)            |
| 1973    | Union Española (3)        |
| 1974    | CD Huachipato (1)         |
| 1975    | Union Española (4)        |
| 1976    | Everton (3)               |
| 1977    | Union Española (5)        |
| 1978    | Palestino (2)             |
| 1979    | Colo-Colo (12)            |
| 1980    | Cobreloa (1)              |
| 1981    | Colo-Colo (13)            |
| 1982    | Cobreloa (2)              |
| 1983    | Colo-Colo (14)            |
| 1984    | Universidad Católica (5)  |
| 1985    | Cobreloa (3)              |
| 1986    | Colo-Colo (15)            |
| 1987    | Universidad Católica (6)  |
| 1988    | Cobreloa (4)              |
| 1989    | Colo-Colo (16)            |
| 1990    | Colo-Colo (17)            |
| 1991    | Colo-Colo (18)            |
| 1992    | Cobreloa (5)              |
| 1993    | Colo-Colo (19)            |
| 1994    | Universidad de Chile (8)  |
| 1995    | Universidad de Chile (9)  |
| 1996    | Colo-Colo (20)            |
| 1997 Ap | Universidad Católica (7)  |
| 1997 Cl | Colo-Colo (21)            |
| 1998    | Colo-Colo (22)            |
| 1999    | Universidad de Chile (10) |
| 2000    | Universidad de Chile (11) |
| 2001    | Santiago Wanderers (3)    |
| 2002 Ap | Universidad Católica (8)  |
| 2002 Cl | Colo-Colo (23)            |
| 2003 Ap | Cobreloa (6)              |
| 2003 Cl | Cobreloa (7)              |
| 2004 Ap | Universidad de Chile (12) |
| 2004 Cl | Cobreloa (8)              |
| 2005 Ap | Unión Española (6)        |
| 2005 Cl | Universidad Católica (9)  |
| 2006 Ap | Colo-Colo (24)            |
| 2006 Cl | Colo-Colo (25)            |
| 2007 Ap | Colo-Colo (26)            |
| 2007 Cl | Colo-Colo (27)            |
| 2008 Ap | Everton (4)               |
| 2008 Cl | Colo-Colo (28)            |
| 2009 Ap | Universidad de Chile (13) |
| 2009 Cl | Colo-Colo (29)            |
| 2010    | Universidad Católica (10) |
| 2011 Ap | Universidad de Chile (14) |
| 2011 Cl | Universidad de Chile (15) |
| 2012 Ap | Universidad de Chile (16) |
| 2012 Cl | Huachipato (2)            |
| 2013 Tr | Unión Española (7)        |
| 2013 Ap | O'Higgins (1)             |
| 2014 Cl | Colo-Colo (30)            |
| 2014 Ap | Universidad de Chile (17) |
| 2015 Cl | Cobresal (1)              |
| 2015 Ap | Colo-Colo (31)            |
| 2016 Cl | Universidad Católica (11) |
| 2016 Ap | Universidad Católica (12) |
| 2017 Cl | Universidad de Chile (18) |
| 2017 Tr | Colo-Colo (32)            |
| 2018    | Universidad Católica (13) |
| 2019    | Universidad Católica (14) |
| 2020    | Universidad Católica (15) |
| 2021    | Universidad Católica (16) |
| 2022    | Colo-Colo (33)            |
| 2023    | Huachipato (3)            |
| 2024    | Colo-Colo (34)            |

## Bilan
| Club                 | Titres | Années |
| Colo Colo            | 34     | 1937, 1939, 1941, 1944, 1947, 1953, 1956, 1960, 1963, 1970, 1972, 1979, 1981, 1983, 1986, 1989, 1990, 1991, 1993, 1996, 1997 (²), 1998, 2002 (²), 2006 (¹), 2006 (²), 2007 (¹), 2007 (²), 2008 (²), 2009 (²), 2014 (²), 2015 (¹), 2017 (³), 2022, 2024 |
| Universidad de Chile | 18     | 1940, 1959, 1962, 1964, 1965, 1967, 1969, 1994, 1995, 1999, 2000, 2004 (¹), 2009 (¹), 2011 (¹), 2011 (²), 2012 (¹), 2014 (¹), 2017 (²) |
| Universidad Católica | 16     | 1949, 1954, 1961, 1966, 1984, 1987, 1997 (¹), 2002 (¹), 2005 (²), 2010, 2016 (²), 2016 (¹), 2018, 2019, 2020, 2021 |
| Cobreloa             | 8      | 1980, 1982, 1985, 1988, 1992, 2003 (¹), 2003 (²), 2004 (²) |
| Union Española       | 7      | 1943, 1951, 1973, 1975, 1977, 2005 (¹), 2013 (³) |
| Audax Italiano       | 4      | 1936, 1946, 1948, 1957 |
| Magallanes           | 4      | 1933, 1934, 1935, 1938 |
| Everton              | 4      | 1950, 1952, 1976, 2008 (¹) |
| Santiago Wanderers   | 3      | 1958, 1968, 2001 |
| Huachipato           | 3      | 1974, 2012, 2023 |
| Palestino            | 2      | 1955, 1978 |
| Santiago Morning     | 1      | 1942 |
| O'Higgins            | 1      | 2013 (¹) |
| Unión San Felipe     | 1      | 1971 |
| Green Cross          | 1      | 1945 |
| Cobresal             | 1      | 2015 (²) |

¹ championnat d'ouverture

² championnat de clôture

³ championnat de transition

## Statistiques

### Meilleurs buteurs de l'histoire du championnat
| Pos. | Joueurs          | Période   | Total |
| ---- | ---------------- | --------- | ----- |
| 1    | Esteban Paredes  | 2000-2023 | 221   |
| 2    | Francisco Valdés | 1961-1982 | 215   |
| 3    | Pedro González   | 1988-2006 | 214   |
| 4    | Honorino Landa   | 1960-1975 | 193   |
| 5    | Carlos Campos    | 1956-1969 | 184   |
| 6    | Oscar Fabbiani   | 1974-1988 | 183   |
| 7    | Marcelo Corrales | 1990-2007 | 181   |
| 8    | Atilio Cremaschi | 1941-1960 | 180   |
| 9    | José Fernández   | 1947-1961 | 174   |
| 10   | Jaime Riveros    | 1990-2011 | 172   |

### Joueurs les plus capés de l'histoire du championnat
| Joueurs | Joueurs            | Période                    | Matchs |
| 1       | Adolfo Nef         | 1965-1986                  | 624    |
| 2       | Luis Fuentes       | 1991-2008, 2011            | 579    |
| 3       | Vladimir Bigorra   | 1972-1982, 1984-1987       | 575    |
| 4       | Víctor Merello     | 1970-1990                  | 571    |
| 5       | Rafael González    | 1969-1986                  | 555    |
| 6       | Jaime Riveros      | 1990-2005, 2006-2009, 2011 | 548    |
| 7       | Pedro González     | 1988-2006                  | 545    |
| 8       | Juan Luis González | 1994-1995, 1997-2014       | 538    |
| 9       | Johnny Herrera     | 1999-2005, 2007-           | 532    |
| 10      | Leonardo Véliz     | 1964-1982                  | 529    |